# PowerBook Duo 230
Le PowerBook Duo 230 était similaire au PowerBook Duo 210, la seule différence étant son processeur Motorola 68030 cadencé à 33 MHz au lieu de 25 MHz pour le 210. Il coûtait 2 600 $, soit 400 $ de plus que le 210.

## Caractéristiques
- Motorola 68030  à 33 mhz

- coprocesseur arithmétique 68882 en option dans le duo dock

- vidéo 640 par 480 pixel à 16 niveau de gris sur l'affichage principal lcd passif

- affichage couleur possible avec le duo dock et un moniteur couleur

- livre avec 4 mo de base extensible a 24 mo par le connecteur slot duo

- disque dur intégré de 80 a 160mo

- batterie nimh au standard des powerbook duo (cad interchangeable avec les autres powerbook duo de cette génération)

- système minimal : 7.1

- système maximal : 7.6.1

- le powerbook embarque a l’arrière un connecteur pour le brancher au mini dock ou au dock duo qui permet d'autre extension ecran couleur cdrom scsi, etc.